# دمیردوون (یوسف‌علی)
دمیردوون (به ترکی استانبولی: Demirdöven) یک منطقهٔ مسکونی در ترکیه است که در یوسف‌علی واقع شده‌است. دمیردوون ۱۵۱ نفر جمعیت دارد.